# Frente Popular Agrícola do Peru
A Frente Popular Agrícola do Peru (espanhol: Frente Popular Agrícola del Perú), mais conhecida pelo acrónimo FREPAP, é um partido político agrário peruano, fundado em 30 de setembro de 1989 por Ezequiel Ataucusi Gamonal. O partido contava com 42.083 membros filiados em 2020.

## Histórico
Ezequiel Ataucusi Gamonal criou a Associação Evangélica da Missão Israelita da Nova Aliança Universal (em castelhano: Asociación Evangélica de la Misión Israelita del Nuevo Pacto Universal) em 1968, com o The Guardian declarando: "A seita messiânica por trás do partido foi fundada em 1968 por Ezequiel Ataucusi, um líder espiritual que se autodenominava o 'Cristo do Ocidente'". Seguidores do movimento consideram Ezequiel Ataucusi Gamonal como "um profeta e a reencarnação do Espírito Santo". O partido Frente Popular Agrícola do Peru foi oficialmente fundado por Ataucusi em 30 de setembro de 1989. 
Em 1995, o partido recebeu uma cadeira no Congresso da República do Peru, ocupada por Javier Noriega Febres. Noriega foi posteriormente acusado de ser o chefe de um grupo de assassinos pelo governo de Alberto Fujimori. 
O partido foi eleito para dois assentos durante as eleições gerais de 2000. As duas cadeiras foram para Luis Cáceres Velásquez e seu filho Roger Cáceres Pérez, personagens que ingressaram nas fileiras do fujimorismo após receberem dinheiro do assessor presidencial e chefe da inteligência Vladimiro Montesinos. Ataucusi morreu em 2000 e foi colocado em um caixão de vidro, com seguidores esperando sua ressurreição. Desde a morte de Ataucusi, o partido viveu um conflito interno.  
Na década de 2000, a FREPAP ganhou as eleições regionais e distritais. O partido perdeu seu registro legal em 2010 e recuperou-o em 2015. Na eleição parlamentar de 2020, logrou eleger uma bancada parlamentar de 15 deputados no Congresso da República.

## Ideologia partidária
A FREPAP defende a adesão estrita aos Dez Mandamentos e a descentralização das cidades populosas por meio da formação de comunidades agrárias. O partido e sua principal organização religiosa, AEMINPU, foram descritos como tendo traços sincréticos e socialistas em questões econômicas, embora sendo fortemente conservadores em questões sociais.
Eles listam sua ideologia da seguinte forma: 
- Teocrático - O reconhecimento da lei divina para enfrentar a corrupção e promover políticos nobres;
- Nacionalista - Defesa da identidade, cultura e recursos naturais do Peru;
- Tahuantinsuyonismo - Promovendo a organização e a ética moral do Império Inca;
- Revolução - Movendo aqueles que vivem a miséria no Peru em direção a um caminho de liberdade e autossuficiência;
- Agrarianismo - A promoção da agricultura como forma de melhorar os padrões socioeconômicos do Peru em todas as dimensões;
- Integração - Unificando todos os peruanos para beneficiar a nação;

## Bandeiras políticas
O partido pede a eliminação da pobreza extrema por meio da promoção da indústria agrícola e da descentralização, que acredita que melhorará os padrões socioeconômicos. Para as políticas macroeconômicas, a FREPAP acredita que o turismo deve ser secundário à agricultura e que a ciência e a tecnologia devem ser promovidas para desenvolver o capital humano a fim de substituir a economia baseada em commodities do Peru, fortalecendo a competitividade da nação. Em relação ao meio ambiente, a FREPAP preconiza o uso de energias renováveis e a proteção da biodiversidade do Peru. O FREPAP acredita que o governo peruano precisa se concentrar na transparência, responsabilidade e prevenção da corrupção, e tem defendido a revogação da imunidade parlamentar.

## Resultados eleitorais

### Eleições presidenciais
| Ano  | Cl. | Candidato                 | Votos  | %    |
| ---- | --- | ------------------------- | ------ | ---- |
| 1990 | 7º  | Ezequiel Ataucusi Gamonal | 73 974 | 1.11 |
| 1995 | 7º  | Ezequiel Ataucusi Gamonal | 57 556 | 0.77 |
| 2000 | 7º  | Ezequiel Ataucusi Gamonal | 80 106 | 0.72 |

### Eleições parlamentares
| Eleição | Cl.  | Votos     | %    | Assentos | +/-  |
| ------- | ---- | --------- | ---- | -------- | ---- |
| 1990    | 8.º  | 62 955    | 1,3% | 0 / 180  | Novo |
| 1995    | 10.º | 46 102    | 1,1% | 1 / 120  | 1    |
| 2000    | 10.º | 216 953   | 2,2% | 2 / 120  | 1    |
| 2001    | 11.º | 156 264   | 1,7% | 0 / 120  | 2    |
| 2006    | 16.º | 85 019    | 0,8% | 0 / 120  | 0    |
| 2020    | 3.º  | 1 240 084 | 8,4% | 15 / 130 | 15   |
| 2021    | 12.º | 588 999   | 4,6% | 0 / 130  | 15   |

## Controvérsias
A organização mãe da FREPAP foi reconhecida como uma seita por alguns comentaristas da mídia e acadêmicos. De acordo com Francisco Toro, do Grupo dos Cinquenta, a FREPAP é "um partido baseado em um culto messiânico". 
De acordo com o antropólogo peruano Carlos Ráez Suárez, a FREPAP teve sucesso na eleição parlamentar de 2020 devido à sua logística, suas propostas de política para os apoiadores rurais e como um voto de protesto contra os eleitores das áreas urbanas. A professora de Antropologia da Pontifícia Universidade Católica do Peru, María Eugenia Ulfe, afirmou que as eleições "puniram partidos tradicionais com fortes vínculos com a corrupção e pouca presença regional" e alguns peruanos céticos sobre políticos corruptos "pensam uma pessoa com vocação religiosa não vai te roubar ou ser corrompido". 